# 佐賀県道313号飯盛戸ヶ里港線
佐賀県道313号飯盛戸ヶ里港線（さがけんどう313ごう いさがいとがりこうせん）は、佐賀県佐賀市を通る一般県道である。

## 概要
佐賀市東与賀町大字飯盛から佐賀市川副町大字犬井道に至る。
佐賀市南部の平野部を進む。
佐賀市東与賀町では江戸時代の干拓地を囲む松土居（旧堤防）上を通り、沿道には当時を偲ぶ松土居公園がある。この南側は「大搦」「授産社搦」「戊申搦」と名のついた明治 - 昭和期の干拓地で、沿道には住宅が並ぶ。佐賀市川副町では干拓地の農地の中を通る。

### 路線データ
- 起点：佐賀県佐賀市東与賀町大字飯盛（国道444号交点）
- 終点：佐賀県佐賀市川副町大字犬井道（戸ヶ里漁港の南）

## 路線状況

### 重複区間
- 佐賀県道49号佐賀空港線旧道（佐賀市川副町大字犬井道）

## 地理

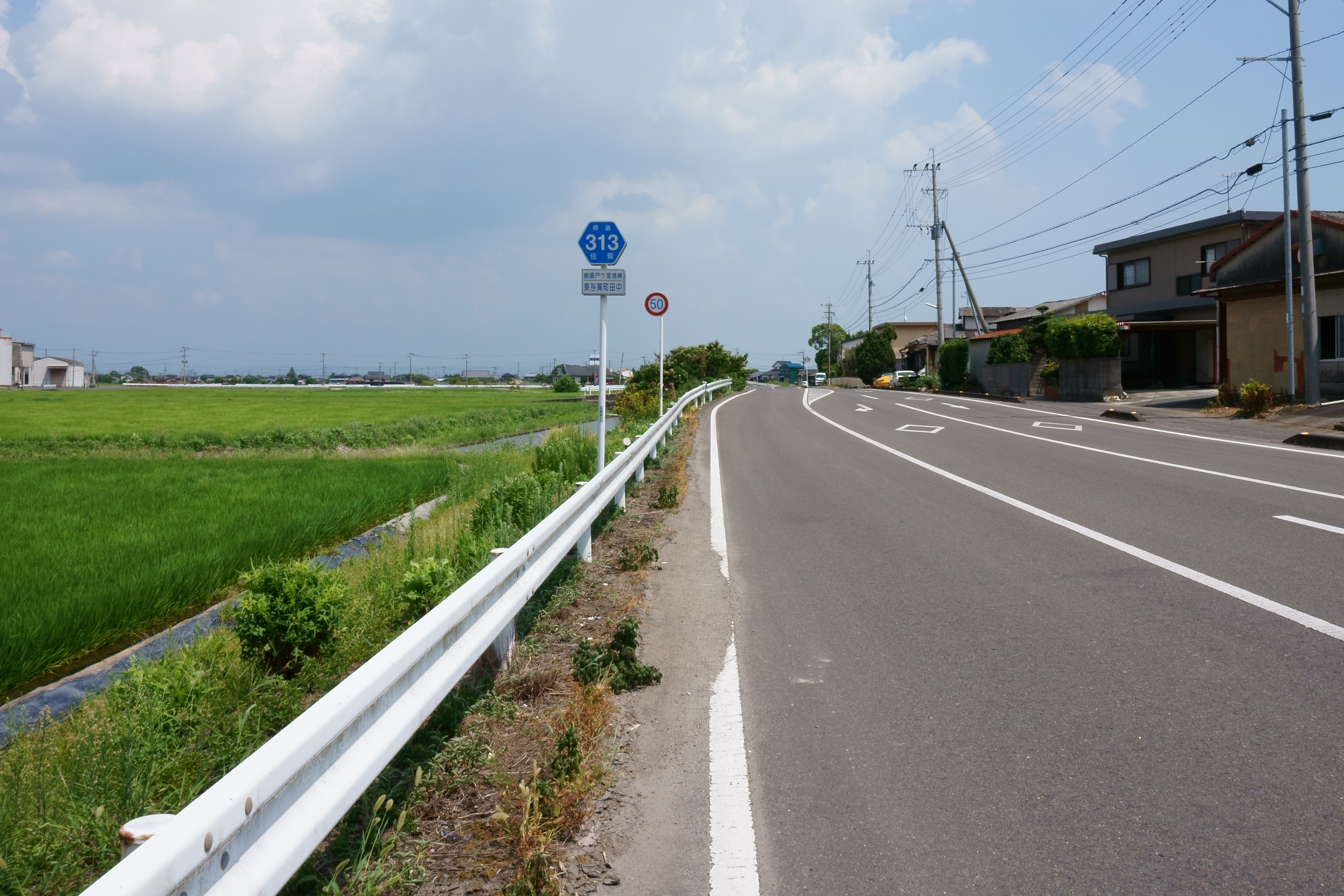
佐賀市東与賀町大字田中字新屋敷

### 通過する自治体
- 佐賀市

### 交差する道路
| 交差する道路                           | 交差する場所     | 交差する場所   |
| -------------------------------------- | ---------------- | -------------- |
| 国道444号                              | 東与賀町大字飯盛 | 起点           |
| 佐賀県道260号東与賀佐賀線              | 東与賀町大字田中 |                |
| 佐賀県道49号佐賀空港線 / 旧道 重複区間 | 川副町大字小々森 |                |
| 佐賀県道49号佐賀空港線                 | 川副町大字犬井道 | 南川副西交差点 |
| 佐賀県道30号佐賀川副線                 | 川副町大字犬井道 |                |

### 沿線
- 干潟よか公園